# Paula Teixeira de Queiroz
Paula Teixeira de Queiroz, de nome completo Maria Paula Teixeira de Queiroz de Barros Pinto, (Arcos de Valdevez, 7 de julho de 1960) é advogada, licenciada em Direito pela Faculdade de Direito de Lisboa, e escritora.

## Biografia
Recebeu em 2013 o prémio literário Aldónio Gomes, no Dia do Autor Português instituído pelo Departamento de Línguas e Culturas (DLC), da Universidade de Aveiro (UA), para editar o seu livro com o título “A Bruxa de Grade”.
Igualmente concluiu o curso de Tradução pelo ISLA-Lisboa e trabalhou a partir de 2004 com a Apimprensa - Associação Portuguesa de Imprensa - como consultora jurídica para os Assuntos Europeus, representado os editores de jornais e revistas em Bruxelas junto da EMMA - European Magazine Media Association, e ENPA - European Newspaper Publishers Association. Lobbyist na REPER, Comissão Europeia e Parlamento Europeu.
Em 1996 realizou o curso de Desenho com o escultor Sebastião Quintino na Sociedade Nacional de Belas Artes.

## Obras publicadas
- “Contos do Destino e do Desatino” (2010), na editora Opera Omnia
- “Contos de Amor e Desamor” (2012), na editora Animedições.
- “A Bruxa de Grade” (2013), Animedições e Universidade de Aveiro – Departamento de Culturas e Línguas.
- "Os Amantes da Dona Julieta" (2015), execução gráfica de Coimbra Editora.
- "Nasci num campo de papoilas" (2020), na editora Orfeu.

## Dados Genealógicos
Filha de Mário Gaspar Leite de Barros Pinto, jornalista, e de Maria da Graça Gomes Teixeira de Queiroz, ambos de Arcos de Valdevez.
Bisneta do escritor Francisco Teixeira de Queiroz (Bento Moreno)
Foi casada com Carlos Manuel de Melo e Ataíde Cordeiro, Arcos de Valdevez, 5 de Janeiro de 1985; com João de Mello Breyner Ulrich, Lisboa, Março de 1993, e actualmente com Luís Filipe Garrido Pais de Sousa, Coimbra, 29 de Agosto 2015.
É mãe de Bernardo Queiroz Pinto Ataíde Cordeiro (28 de Outubro de 1985) e de Maria Francisca Queiroz Pinto Ataíde Cordeiro (21 de Fevereiro de 1987).